# Арслан Кримчурин
Арслан Кримчурин (на руски: Арслан Крымчурин) е башкирски актьор.
Арслан Кримчурин е внук на ветерана от Великата отечествена война Мухамат Нуриевич Ибрахимов. Полкът, в който е служил прадядото на Арслан, е заловен по време на настъпателната операция „Двина“ при река Западна Двина, част от Рижската операция през 1944 г. След успешен трети опит за бягство от плена Мухамат Нуриевич служи като водач-механик на танк до края на войната и през 1947 г. се завръща в родното си село Сапиково, Кугарчински район в Башкирия. Жени се и става баща на 7 деца.
Малкият Арслан е роден през 2012 г. в башкирската столица Уфа. Има по-малка сестра Алтинай. По време на снимките на „Сестричка“ навършва шест години, когато и става първокластник, но за ролята е определен през 2017 г. Той е водещ в детска програма по башкирската телевизия. Участва и в документалния филм за Мустай Карим.

## Призове и награди
- Награда за актьорско майсторство на Международния фестивал на детско-юношеското кино „Герой“ за ролята на Ямил в Сестрёнка (2020) [3]

## Филмография
| Филми           | Филми | Филми                    |
| Заглавие        | От    | Роля                     |
| --------------- | ----- | ------------------------ |
| Мустай          | 2019  | Мустай Карим в детството |
| Сестрёнка       | 2019  | Ямил                     |
| Айназ           | 2021  | Айназ                    |
| Семья года      | 2021  | Епизодична               |
| Дневник поэта   | 2022  | Рами Гарипов в детството |
| Нулевой пациент | 2022  | Санжик                   |